# A-WA
A-WA ("Sí" en àrab) és una banda israeliana composta per les tres germanes Tair, Liron i Tagel Haim. El seu senzill Habib Galbi ("Amor del meu cor") s'ha convertit en un èxit a nivell mundial, amb la seva música tradicional iemenita barrejada amb hip-hop i música electrònica.

## Orígens
Nascudes al poblet comunal de Shaharut, una comunitat d'aproximadament 30 famílies a la desèrtica vall d'Aravá al sud d'Israel, les germanes Haim són filles de pare d'origen jueu iemenita i una mare d'origen mixt ucraïnès i marroquí. Els seus avis paterns són originalment de Sana'a i van ser portats a Israel durant l'Operació Catifa Màgica. Durant la seva infantesa i adolescència, les germanes Haim solien passar la majoria de les seves vacances amb els seus avis paterns, cantant piyyutim, poemes litúrgics tradicionals en hebreu i arameu, així com cançons tradicionals iemenites en àrab que solien ser cantades per dones. Un dia, les germanes Haim van descobrir enregistrament de Habib galbi de la dècada de 1960, del cantant israelià d'origen iemenita Shlomo Moga'av. Va ser la primera vegada que van sentir la cançó en un enregistrament (l'havien après de manera oral a la seva família) i es van sorprendre d'escoltar-la cantada per un home, ja que la cançó versa en primera persona sobre una dona i l'amor que l'ha abandonat.

## Carrera
Les germanes Haim van ser descobertes per Tomer Yosef, el cantant líder de Balkan Beat Box, a qui van enviar una maqueta de Habib Galbi, una melodia tradicional iemenita cantada en el dialecte iemenita del Judeoàrab. Va fer escoltar la maqueta musical a unes quantes senyores iemenites d'edat qui, després de sentir el seu accent, van pensar que realment eren veritables cantants del Iemen. El vídeo de la cançó s'ha tornat viral fins i tot en el món musulmà, i especialment a la terra dels seus avis paterns. També va ser la primera cançó en àrab de la història en arribar al número 1 en les cartelleres de la música pop israeliana. El cantant Pitbull va fer-ne un remix de la cançó, que va ajudar a que es convertís en un èxit a nivell mundial.

## Influències musicals
Durant la seva infantesa, les germanes Haim solien escoltar moltes classes diferents de música, des de música grega, música iemenita, jazz, R&B, hip hop i reggae fins a rock progressiu, però la seva font més important d'inspiració han estat les cançons tradicionals iemenites escoltades a casa dels seus avis paterns. La seva música segueix la mateixa tendència que va seguir Ofra Haza, la seva inspiració principal, fa dècades, barrejant en aquest cas tradicional música folklòrica iemenita amb tonades electròniques, reggae i hip hop, el qual elles anomenen yemenite folk n'beat.